# کاریگ (کالیفرنیا)
کاریگ (به انگلیسی: Craig) یک منطقهٔ مسکونی در ایالات متحده آمریکا است که در شهرستان بیوت، کالیفرنیا واقع شده‌است. کاریگ ۲۹ متر بالاتر از سطح دریا واقع شده‌است.